# Алън Арбъс
Алън Арбъс (на английски: Allan Arbus) е американски актьор, роден на 15 февруари 1918 г. в Ню Йорк. Има няколко участия в сериала „Съдия Ейми“.
От 1941 до 1959 г. е женен за фотографката Даян Арбъс (по баща Немеров). Имат две деца от този брак. Алън е баща на фотографката Ейми Арбъс.
Хобито на Алън Арбъс е да свири на пиано.

## Избрана филмография
- „Когато той не е непознат“ (1989)
- „Електрическият ездач“ (1979)